# Les Colporteurs
Les Colporteurs est une compagnie de cirque française fondée en 1996, spécialisée dans le funambulisme.

## Histoire
En 1996, deux artistes fil-de-féristes, Agathe Olivier et Antoine Rigot formés par Annie Fratellini, fondent la compagnie Les Colporteurs. Filao (« fil là-haut »), leur premier spectacle, est inspiré du roman d'Italo Calvino Le baron perché et est représenté 220 fois entre 1997 et 2000, en France et à l'étranger,,. En 1999, la compagnie s'associe à celle des Nouveaux Nez pour former le Pôle national cirque (PNC) La Cascade, en Ardèche. En 2006 est créé Le fil sous la neige, présenté plus de 270 fois en France et dans 15 autres pays,,,. En 2008, Agathe Olivier et Antoine Rigot reçoivent le prix de la Société des auteurs et compositeurs dramatiques (SACD) Arts du cirque.
En 2014 sort le film documentaire Salto Mortale, de Guillaume Kozakiewiez qui retrace l'accident de Antoine Rigot, qui a rendu le funambule paraplégique,,. En 2022 est créé le quatrième spectacle sous chapiteau de la troupe, Cœurs sauvages.
Le chapiteau est de type 4 mâts, avec une coupole circulaire de 8,5m de diamètre à 9,90m de haut, et une jauge de 500 places. En tournée en France, il s'installe chaque année dans le parc de la Villette.